# Campionato italiano a squadre di calcio da tavolo 1984-1985
Voce principale: Campionato italiano di calcio da tavolo.
Il primo campionato italiano di seria A fu organizzato dalla FICMS nel 1984/85.
Vi parteciparono 17 squadre suddivise in due gironi, Nord e Centro Sud, le cui vincitrici si qualificavano per la finale che fu disputata a Genova.

## Risultati
Girone Nord:
Jaegermeister Mestre, Genova , Bossico Milano,La Mole Torino ,  Trieste, Dorico Ancona .
Girone Centro Sud:
Adriatico Pescara, ACS Perugia, Almas Roma, Sardinia Cagliari , Ambienti Bari, Mars Palermo, Sessana , Bari.

### Finale
Jaegermeister Mestre-Mars Palermo 3-0

## Squadra vincitrice
- Edoardo Bellotto
- Bruno Beltrame
- Nicola Di Lernia
- Fabio Cattapan
- Alessandro Sanavio